# Giuseppe Cesare Balbo
Giuseppe Cesare Balbo (Floridia, 15 gennaio 1884 – New York, 30 gennaio 1976) è stato un compositore italiano.
Fu anche direttore d'orchestra, critico musicale e insegnante di musica.
Iniziò gli studi musicali nei Conservatori di Firenze e Lucca. Conseguì il diploma di magistero in composizione, i suoi maestri furono Francesco Paolo Frontini, Marco Enrico Bossi, Antonio Scontrino, Cesare Bacchini e Gaetano Luporini.
A venti anni iniziò a lavorare come direttore d'orchestra e di coro. Nel 1906, al Concorso nazionale di Palermo, fu premiato con diploma d'onore per una « Canzone siciliana »; nel 1910, al Concorso nazionale fra società corali ad Arezzo, ebbe una medaglia d'oro per aver preparato e diretto la Società Corale L'Affratellamento di Firenze.
Fu redattore capo dell'"Italia Musicale" di Firenze (1900-1912) e scrisse parecchi articoli anche per altri giornali e periodici di musica.
Dopo essere emigrato in America, ha studiato alla Columbia University con Peter Dykema, continuando a perfezionare gli studi di canto, composizione e armonia. Ha continuato occasionalmente a scrivere per pubblicazioni italiane ed americane di musica.

## Composizioni
- Prime composizioni per piano, 1903-1904;
- Furia, 1905, Vocal;
- Vorrei saper, versi di F. Puglisi - Busemi, Forlivesi 1906;
- Pensando, versi di Giuseppe Albegiani, Forlivesi 1906;
- Vespertina, versi di *** , Forlivesi 1906;
- Sogno, versi di Fogo Rjobe, Forlivesi 1906;
- Lyra Mystica, 1908 Vocal;
- La vagabonda, poema lirico in un atto (versi di Gesualdo Manzella Frontini)composto nel 1910;
- Maggio, 1910;
- Idillio per orch. eseguito nel R. Istituto musicale di Firenze (1910);
- Ad Vesperum, Impressioni per orch., eseguite al T. del Giglio di Lucca (1911);
- Nido di vipera (opera in due atti su versi di Manzella Frontini).
- Marcia Paesana, 1912;
- L'Offerta, 1919;
- La Montanara, 1926;
- Inno-Marcia alla bandiera Americana, 1927 Vocal;
- Inno-Marcia per dance-orchestra, 1938;
- Divertimento, 1952 For wood instruments
- Impromptu, Per pianoforte - Firenze - 1957;
- L'offerta, the offering: per canto e pianoforte - FirenzeTip. C. Fedini e F. - 1956;
- Sunset in Sicily, 1907;
- Three lyrics from Myricae - based on Giovanni Pascoli poem;
- Inno-Marcia, 1926 for band;

### Pubblicazioni
- Monografia su L'Armonia teorica;
- Note critico-biografiche su Francesco Paolo Frontini - di Giuseppe Cesare Balbo, Catania - Ed. Francesco Battiato, 1905;
- L'arte dei suoni (Conferenza tenuta a Firenze nel 1910);
- Principi armonici (Introduzione allo studio dell'armonia).